# Lutzomyia zeledoni
Lutzomyia zeledoni är en tvåvingeart som beskrevs av Young D. G., Murillo J. 1984. Lutzomyia zeledoni ingår i släktet Lutzomyia och familjen fjärilsmyggor. Inga underarter finns listade i Catalogue of Life.